# Wrzosiec darlejski
Wrzosiec darlejski (Erica × darleyensis Bean) – międzygatunkowy mieszaniec roślin z rodziny wrzosowatych (Ericaceae). Otrzymany został w 1905 r. w wyniku skrzyżowania Erica carnea i Erica erigena.

## Morfologia
PokrójZimozielona krzewinka dorastająca do 50 cm (niektóre odmiany). Pędy cienkie.
LiścieIgiełkowate, ustawione pod dużym kątem w stosunku do łodygi. W zależności od odmiany mają kolor od ciemnozielonego do szarozielonego. Są nagie lub owłosione, ułożone po kilka w okółku.
KwiatyZwisłe, o dzbanuszkowatym kształcie, zebrane w grono. Kolory od białego poprzez różowy do ciemnorubinowego. Zakwita wcześnie, z reguły kwitnie od marca do maja, ale czasami nawet od stycznia.

## Zastosowanie
Jest dość pospolicie uprawiany jako roślina ozdobna. Jego walorami są: ładny pokrój, intensywne kwitnienie i długi okres kwitnienia. Jest również doskonałą rośliną okrywową. Rozrasta się szybko. Najlepiej rośnie w sąsiedztwie innych roślin wrzosowatych lub iglaków.

## Uprawa
Nie jest w pełni mrozoodporny (strefy mrozoodporności 6-9), dlatego też na zimę należy go okryć. Uprawiany jest z gotowych sadzonek. W miejscu sadzenia należy wybrać w ziemi dołek i wypełnić go dobrą, próchniczną ziemią zmieszaną z kwaśnym torfem i żwirem. W czasie suszy należy podlewać. Po przekwitnieniu wskazane jest przycięcie pędów.

## Odmiany
- 'Darley Dale' – forma typowa o szarozielonych liściach i jasnoróżowych kwiatach
- 'Epe' – odmiana niska o białych, różowo nabiegłych kwiatach
- 'George Rendall' – odmiana karłowa o purpuroworóżowych kwiatach zakwitających zimą
- 'Kramer`s Rote' – ma ciemnozielone liście i rubinowoczerwone kwiaty. Jedna z częściej uprawianych odmian
- 'White Perfection' – liście szmaragdowozielone, kwiaty śnieżnobiałe